# Рот ам Ин
Рот ам Ин (њем. Rott am Inn) општина је у њемачкој савезној држави Баварска. Једно је од 46 општинских средишта округа Розенхајм. Према процјени из 2010. у општини је живјело 3.709 становника. Посједује регионалну шифру (AGS) 9187170.

## Географски и демографски подаци
Рот ам Ин се налази у савезној држави Баварска у округу Розенхајм. Општина се налази на надморској висини од 481 метра. Површина општине износи 19,6 km². У самом мјесту је, према процјени из 2010. године, живјело 3.709 становника. Просјечна густина становништва износи 190 становника/km².